# Helena Kijeńska-Dobkiewiczowa
Helena Maria Kijeńska-Dobkiewiczowa, także Helena Kijeńska (ur. 29 września 1880 w Łodzi, zm. 15 lipca 1962, tamże) – pianistka, pedagog, założycielka i dyrektorka szkoły muzycznej, prorektorka Średniej i Wyższej Państwowej Szkoły Muzycznej w Łodzi. Laureatka Nagrody Miasta Łodzi za 1947 „za całokształt pracy twórczej i pedagogicznej w dziedzinie muzyki”.

## Działalność
Była uczennicą Henryka Melcera-Szczawińskiego. W 1912 odkupiła konserwatorium muzyczne od Marii Bojanowskiej (prowadzącej szkołę muzyczną w latach 1903–1912) jednocześnie zakładając prywatną Szkołę Muzyczną Heleny Kijeńskiej (1912–1917), przekształconą w Liceum Muzyczne Heleny Kijeńskiej (1917–1922), a następnie od 1922 Konserwatorium Muzyczne Heleny Kijeńskiej, działające przy ul. Traugutta 9 w Łodzi. Jej szkoła słynęła wówczas m.in. z faktu, iż umożliwiała naukę młodzieży również z klasy robotniczej (stanowiącej połowę uczniów), która mogła uczyć się bezpłatnie lub tylko częściowo opłacać edukację. Ponadto do zatrudnianych przez Kijeńską nauczycieli należeli wówczas m.in.: Roman Chojnacki, Ada Richter, Róża Schindler-Süss, Kazimierz Sikorski, Kazimierz Wiłkomirski, Jan Maklakiewicz, Feliks Wróbel, Leonard Kowalski, Grażyna Bacewicz, Henryk Melcer-Szczawiński, Egon Petri, Józef Turczyński, Marian Dąbrowski, Antoni Dobkiewicz, Adela Comte-Wilgocka i inni, szkoła zaś kształciła nawet 200 uczniów rocznie. Do najbardziej znanych absolwentów należeli m.in.: Grażyna Bacewicz, Witold Bacewicz i Władysław Kędra.
W czasie II wojny światowej prowadziła tajne nauczanie, gdyż okupanci zamknęli jej konserwatorium, przenosząc wyposażenie i bibliotekę do pałacu Karola Poznańskiego przy ul. Gdańskiej 32, organizując działające w latach 1940–1944 Städtische Musikschule dla młodzieży niemieckiej.
W styczniu 1945 Kijeńska wznowiła oficjalną działalność, natomiast w lutym 1945 rząd polski podjął decyzję o upaństwowieniu szkoły oraz przyznaniu Kazimierzowi Wiłkomirskiemu funkcji rektora szkoły, nadając Kijeńskiej-Dobkiewiczowej funkcję prorektora i umożliwiając jej pracę jako profesor gry na fortepianie oraz umożliwiając zamieszkanie w pałacu. Jednocześnie Kijeńska-Dobkiewiczowa przekazała na rzecz szkoły wszystkie dotychczas zgromadzone materiały – instrumenty, bibliotekę, nuty.

### Życie prywatne
Rodzicami Kijeńskiej-Dobkiewiczowej byli: Alojzy Kijeński i Zenobia z domu Maciatowicz. Była żoną Antoniego Dobkiewicza, muzyka, profesora Akademii Muzycznej, za którego wyszła 23 kwietnia 1924.
Została pochowana na Starym Cmentarzu w Łodzi przy ul. Ogrodowej, kwatera 2 – f.

## Odznaczenia
- Złoty Krzyż Zasługi (1931)[13]
- Krzyż Oficerski Orderu Odrodzenia Polski (1946-1949)[14]